# Collegio uninominale Campania 1 - 02 (2017)
Il collegio elettorale uninominale Campania 1 - 02 è stato un collegio elettorale uninominale della Repubblica Italiana per l'elezione della Camera dei deputati tra il 2017 ed il 2022.

## Territorio
Come previsto dalla legge elettorale italiana del 2017, il collegio era stato definito tramite decreto legislativo all'interno della circoscrizione Campania 1.
Era formato dal territorio di 20 comuni: Camposano, Carbonara di Nola, Casamarciano,  Cicciano, Cimitile, Comiziano, Liveri, Nola, Ottaviano, Palma Campania, Poggiomarino, Roccarainola, San Gennaro Vesuviano, San Giuseppe Vesuviano, San Paolo Bel Sito, Saviano, Striano, Terzigno, Tufino e Visciano.
Il collegio era quindi interamente compreso nella città metropolitana di Napoli.
Il collegio era parte del collegio plurinominale Campania 1 - 03.

## Eletti
| Elezione | Elezione | Deputato      | Partito            |
| -------- | -------- | ------------- | ------------------ |
|          | 2018     | Silvana Nappi | Movimento 5 Stelle |

## Dati elettorali

### XVIII legislatura
Come previsto dalla legge elettorale, 232 deputati erano eletti con sistema a maggioranza relativa in altrettanti collegi uninominali a turno unico.
| Candidati              | Candidati               | Voti    | %     | Liste                           | Voti    | %     |
| ---------------------- | ----------------------- | ------- | ----- | ------------------------------- | ------- | ----- |
|                        | Silvana Nappi ✔️ Eletto | 59 569  | 47,99 | Movimento 5 Stelle              | 59 569  | 47,99 |
|                        | Lorenzo Cesa            | 42 586  | 34,31 | Forza Italia                    | 28 083  | 22,63 |
| Noi con l'Italia - UDC | Lorenzo Cesa            | 42 586  | 34,31 | 5 474                           | 4,41    |       |
| Fratelli d'Italia      | Lorenzo Cesa            | 42 586  | 34,31 | 5 225                           | 4,21    |       |
| Lega                   | Lorenzo Cesa            | 42 586  | 34,31 | 3 804                           | 3,06    |       |
|                        | Andrea Manzi            | 15 113  | 12,18 | Partito Democratico             | 13 467  | 10,85 |
| +Europa                | Andrea Manzi            | 15 113  | 12,18 | 1 037                           | 0,84    |       |
| Civica Popolare        | Andrea Manzi            | 15 113  | 12,18 | 329                             | 0,27    |       |
| Italia Europa Insieme  | Andrea Manzi            | 15 113  | 12,18 | 280                             | 0,23    |       |
|                        | Nicola Montanino        | 3 300   | 2,66  | Liberi e Uguali                 | 3 300   | 2,66  |
|                        | Francesco Turchetti     | 1 327   | 1,07  | Potere al Popolo!               | 1 327   | 1,07  |
|                        | Maria Della Rocca       | 888     | 0,72  | Italia agli Italiani            | 888     | 0,72  |
|                        | Germana Petrocco        | 500     | 0,40  | CasaPound                       | 500     | 0,40  |
|                        | Giuseppe Veltre         | 377     | 0,30  | Il Popolo della Famiglia        | 377     | 0,30  |
|                        | Giovanni Mauro          | 308     | 0,25  | PRI - ALA                       | 308     | 0,25  |
|                        | Olga Piro               | 153     | 0,12  | Per una Sinistra Rivoluzionaria | 153     | 0,12  |
| Totale                 | Totale                  | 124 121 | 100   |                                 | 124 121 | 100   |
|                        |                         |         |       |                                 |         |       |
| Voti non validi        | Voti non validi         | 4 054   | 3,16  |                                 |         |       |
| Votanti                | Votanti                 | 128 175 | 72,83 |                                 |         |       |
| Elettori               | Elettori                | 175 987 |       |                                 |         |       |